# Мучеництво святої Катерини (Феррарі)
«Мучеництво святої Катерини» (італ. Martirio di santa Caterina) — картина італійського живописця Гауденціо Феррарі. Створена у 1541—1543 роках. Зберігається у Пінакотеці Брера в Мілані (в колекції з 1829 року).

## Опис
Ця вівтарна картина була написана для церкви Сант-Анджело у Мілані.
Інноваційна композиція має два центри фокусування: знизу — марні зусилля катів, які намагаються зрушити колесо із цвяхами св. Катерини; зверху — несамовитий політ янгола з оголеним мечем, на якому зосереджені погляди майже усіх присутніх. Хвилююча сцена, на межі horror vacui, в якій спокій, що виходить зі св. Катерини, яскраво контрастує з жестами інших персонажів.
Звертають на себе увагу велетенські фігури мучителів, написані з незвичайним реалізмом, які ніби протистоять (м'язистими зусиллями і динамікою поз) химерним зразкам міжнародного маньєризму.
Феррарі заслужено вважається першовідкривачем поворотного етапу в релігійному живописі Ломбардії, художником, що стоїть на порозі Контрреформації.